# Meinhard al VI-lea, Conte de Gorizia
Meinhard al VI-lea de Gorizia (n.c. 1325 – d. mai 1385, Heimfels) aparținând Casei de Gorizia, a fost conte de Gorizia și prinț imperial. 

## Biografie
Părinții săi au fost contele Albert al II-lea de Gorizia și Eufemia de Mätsch, fiica ducelui Conrad I de Głogów din familia Piast. În 1338 Meinhard și cei doi frați ai săi, Albert al III-lea și Henric al V-lea, l-au succedat pe vărul lor Ioan Henric al IV-lea, astfel reunind comitatul Goriziei care fusese divizat la moartea bunicului lor. 
În 1342 a existat o nouă divizare a comitatului în urma căreia Albert al III-lea a primit domeniile Mitterburg (Pažin, Pisino) în Istria și Möttling în Marca Vindica. În 1364 el le-a lăsat moștenire Habsburgilor care au obținut astfel acces la Marea Adriatică. Meinhard și Henric al V-lea au administrat restul comitatului împreună. Relația bună cu împăratul Carol al IV-lea i-a adus lui Meinhard în 1365 titlul de prinț imperial. Cu toate acestea, el nu a reușit recuperarea comitatului Tirol pe care Gorizia îl pierduse în 1335. După numeroase certuri cu patriarhii din Aquileia, el a reușit în 1351 să dobândească orașul Tolmin (astăzi în Slovenia). Din 1351 monetăria lui Meinhard a început să bată monedă (guldeni de aur) după modelul florentin. 
O alianță cu Rudolf al IV-lea de Habsburg, care reluase politica tatălui său în Friuli, a dus în 1361 la logodna fiicei lui Meinhard, Caterina, cu fratele cel mai mic al lui Rudolf, Leopold al III-lea prin care Habsburgilor li se oferea perspectiva moștenirii posesiunilor lui Meinhard dacă acesta murea fără a avea vreun fiu în viață. Totuși, în timpul războiului împotriva patriarhului Aquileiei, Rudolf a anulat logodna fratelui său Leopold care s-a căsătorit în 1365 cu Viridis Visconti, fiica guvernatorului orașului Milano. 
Jignit, Meinhard s-a alăturat dușmanilor lui Rudolf. În 1364 Meinhard a devenit advocatus al mănăstirii Rosazzo din Friuli și s-a aliat cu ducele Ștefan al Bavariei, al cărui fiu Ioan s-a căsătorit cu fiica sa, Caterina. El însuși s-a căsătorit cu Utehild de Mätsch, care i-a adus ca dotă comitatul Kirchberg din Suabia și i-a  născut doi fii. Ca urmare a reconcilierii lui Meinhard cu ducii Austriei în 1370, cel mai mare dintre fii săi, Henric al VI-lea, a fost logodit cu o fiică a lui Leopold al III-lea în 1382. Înainte de moartea sa, Meinhard a lăsat moștenire fiicei sale Caterina, o treime din comitatul Goriziei, iar restul celor doi fii ai săi. Tutela acestora a fost preluată de episcopul Ioan de Gurk (Johann von Gurk) și contele Frederic de Ortenburg, care și-au însușit și funcția de advocatus (în germană Vogt) în episcopiile Aquileia, Millstatt și Oberdrauburg din Gorizia.
Din 1365 Meinhard a cârmuit singur comitatul Gorizia. El s-a aflat în conflict cu frații săi și de aceea nu a reușit să-și impună pretențiile privind comitatul Tirol în 1363. El a reușit să diminueze puterea patriarhului de Aquileia, în avantajul Republicii Veneția. Meinhard s-a retras de la Castelul Gorizia la Castelul Bruck în Lienz. Ulterior, comportamentul lui Meinhard a determinat declinul lent al comitatului Gorizia, amanetările și vânzările aratând că situatia financiară a Casei de Gorizia era precară. Meinhard a fost, de asemenea, în conflict cu vecinii săi clerici și cu Habsburgii datorită succesiunii în Ducatul Carintia și în comitatul Tirol.

## Căsătorii și descendenți
Meinhard a fost căsătorit prima dată cu Caterina, contesă de Pfannberg (d. 1374/1375), moștenitoarea domeniilor Greiffenberg și Sumergg, fiică a contelui Ulrich al V-lea de Pfannberg (d. 23 octombrie 1354) din căsătoria cu Margareta de Werdenberg, fiică a contelui Hugo al II-lea și a Eufemiei de Ortenburg.
A doua soție a lui Meinhard a fost Utehild, fiica lui Ulrich al IV-lea de Mätsch.
Copiii lui Meinhard din prima căsătorie au fost:
- Anna de Gorizia (d. 1402), căsătorită cu contele Johann Frankopan de Veglia, Ban al Croației (d. 1393);
- Caterina de Gorizia (d. 1391), căsătorită cu ducele Ioan al II-lea al Bavariei (d. 1397), fiul lui Ștefan al II-lea de Wittlesbach;
- Ursula de Gorizia, căsătorită cu contele Henric al III-lea de Schaunberg (d. 1390);
- Elisabeta de Gorizia.

Copiii lui Meinhard din a doua căsătorie au fost:
- Henric al VI-lea, conte de Gorizia (1376–1454);
- Ioan Meinhard al VII-lea, conte palatin al Carintiei, conte de Kirchberg (c. 1380–1430), căsătorit cu Magdalena, fiica ducelui bavarez Frederic cel Înțelept, și apoi cu Agnes de Pettau.